# Impatiens yaoshanensis
Impatiens yaoshanensis är en balsaminväxtart som beskrevs av K.M.Liu och Y.Y.Cong. Impatiens yaoshanensis ingår i släktet balsaminer, och familjen balsaminväxter. Inga underarter finns listade i Catalogue of Life.